# تطوير المستخدم النهائي
يشير تطوير المستخدم النهائي (EUD) أو برمجة المستخدم النهائي (EUP) إلى الأنشطة والأدوات التي تسمح للمستخدمين النهائيين - الأشخاص الذين ليسوا مطورين برامج محترفين - ببرمجة أجهزة الكمبيوتر. يمكن للأشخاص غير المطورين المحترفين استخدام أدوات تطوير المستخدم النهائي لإنشاء أو تعديل عناصر البرامج وكائنات البيانات المعقدة دون معرفة كبيرة بلغة البرمجة. في عام 2005، تم تقدير (باستخدام إحصاءات من مكتب الولايات المتحدة لإحصاءات العمل ) أنه بحلول عام 2012 سيكون هناك أكثر من 55 مليون مطور مستخدم نهائي في الولايات المتحدة، مقارنة بأقل من 3 ملايين مبرمج محترف. توجد مناهج مختلفة لهذه الأنشطة، وهي موضوع بحث نشط في مجال علوم الكمبيوتر والتفاعل بين الإنسان والحاسوب. تشمل الأمثلة برمجة اللغة الطبيعية، وجداول البيانات، ولغات البرمجة النصية (خاصة في مجموعة المكتب أو تطبيق فني)، والبرمجة المرئية، وغيرها .